# Bullets (canción)
«Bullets» es una canción de la banda estadounidense de hard rock y metal alternativo Creed. Fue lanzado el 23 de febrero de 2002 como el segundo sencillo de su tercer álbum de estudio Weathered (2001). La canción sirve como tema de apertura del álbum y se considera una de las canciones más pesadas de la banda.

## Composición y grabación
Junto con la totalidad del álbum Weathered, "Bullets" fue escrita durante sesiones de cuatro horas en la sala de estar del vocalista Scott Stapp, así como en su crucero Sea Ray durante el transcurso de un período de tres semanas, con Stapp contribuyendo con la letra y el guitarrista Mark Tremonti componiendo la música. La banda grabó y mezcló la canción junto con el álbum en el estudio de grabación J. Stanley Productions Inc. en Ocoee, Florida, durante un período de cuatro meses en el verano y principios del otoño de 2001.

## Vídeo musical
También se lanzó un video con el sencillo que también se emitió en MTV como seguimiento del primer sencillo de Creed, "My Sacrifice". Desarrollado por Vision Scape Interactive, el equipo detrás de juegos como Twisted Metal 4, fue responsable de caracterizar y desarrollar la historia del video con la banda. El equipo gastó $473,000 y dedicó 15 empleados que trabajaron más de 18 horas al día para completar el proyecto, según Matt McDonald, presidente de Vision Scape. Las raíces del video se establecieron un año antes, cuando McDonald y su esposa Tammy vieron el episodio de Creed Behind the Music. Los McDonald, intrigados con la energía y el mensaje de la banda, se comunicaron con Creed, a través del hermano menor de Mark Tremonti, Daniel Tremonti, para ver si estaban interesados en contribuir con la música para un videojuego finalmente cancelado llamado "Revelations". Daniel luego volvería a llamar, informando a Vision Scape que la banda quería que crearan un video musical utilizando las imágenes de "Revelations".
En el vídeo se ven versiones digitalizadas de Stapp, Tremonti y el baterista Scott Philips luchando contra legiones de demonios, bestias revestidas de metal y arañas gigantes con dientes de sable. Gran parte de las imágenes del vídeo pretenden reflejar la forma en que la banda lidia con las críticas, incluidas las balas con las que Stapp es acribillado por demonios que simbolizan los comentarios negativos de los críticos y periodistas dirigidos a la banda. Según Matt McDonald, para los miembros de la banda era muy importante que estuvieran representados con precisión y a su gusto, incluidos sus tatuajes y las armas que usaban. Al personaje de Tremonti se le dio un hacha de guerra para representar su guitarra, mientras que a Philips se le dieron dos espadas, con diseños de espadas inspirados en sus tatuajes, para representar sus baquetas. Gran parte del metraje se inspiró en escenas de lucha de El Tigre y el Dragón y Iron Monkey. Originalmente, el modelo del personaje de Stapp se diseñó más como un arcángel, con un aspecto muy futurista y alas metálicas. Sin embargo, Stapp quería que el diseño tuviera un aspecto más "terrenal", ya que sentía que encajaría mejor con el estilo artístico del álbum Weathered, además de llamar la atención sobre sus raíces y herencia Cherokee, por lo que el equipo rediseñó su modelo para que sus alas parecieran más a las de un águila o un halcón.

## En actuaciones
Para promocionar el álbum Weathered, Creed interpretó "Bullets", junto con "My Sacrifice", en el episodio del 17 de noviembre de 2001 de Saturday Night Live, donde aparecieron como invitados musicales. "Bullets" también se tocó como canción de apertura durante el primer show de la banda de la gira Weathered, una actuación especial de una hora en VH1 "Opening Night Live" en Atlanta, Georgia, en el Philips Arena el 16 de enero de 2002. La canción se tocó una vez más como tema de apertura de la actuación de la banda en la ceremonia de clausura de los Juegos Olímpicos de Invierno de 2002 en Salt Lake City, Utah, el 19 de febrero de 2002.

## Posicionamiento en lista
| Lista (2002)                         | Mejor posición |
| ------------------------------------ | -------------- |
| US Active Rock (Billboard)           | 10             |
| Estados Unidos (Alternative Airplay) | 27             |
| Estados Unidos (Mainstream Rock)     | 11             |